# Smart Com
Smart Com d.o.o. je slovensko podjetje, ki se ukvarja z razvojem informacijsko-komunikacijske tehnologije. Sedež ima v Ljubljani. 
Podjetje je 31. decembra 2009 umaknilo predlog za stečaj podjetja T-2 zaradi dogovora o odplačilu dolgov.